# James Fifer
James Fifer   (Tacoma, 14 de juliol de 1930 - Seattle, 7 de juny de 1986) fou un remer estatunidenc que va competir durant la dècada de 1950.
El 1952 va prendre part en els Jocs Olímpics d'Estiu de Hèlsinki, on quedà eliminat en sèries de la prova del dos amb timoner del programa de rem. Quatre anys més tard, als Jocs de Melbourne, guanyà la medalla d'or en la prova del dos sense timoner fent parella amb Duvall Hecht.